# Бабіч Гліб Валерійович
Глі́б Вале́рійович Ба́біч (2 березня 1969, Миколаїв, Українська РСР, СРСР — 28 липня 2022, поблизу Ізюма, Харківська область, Україна) — український поет, автор пісень, блогер, учасник російсько-української війни і громадський діяч.  
Співзасновник ветеранської організації «Res_Publica. Брати по зброї», активіст ГО «Справа громад», до 2019 року — прапорщик, командир взводу 10-ї окремої гірсько-штурмової бригади Збройних сил України, після 24 лютого 2022 року — військовослужбовець Сил територіальної оборони міста Києва. 

## Життєпис
Народився 2 березня 1969 року в Миколаєві в родині відомого кораблебудівника, журналіста та автора низки книжок про будівництво радянських авіаносців Валерія Васильовича Бабича та зубної лікарки Євгенії Валеріївни. Навчався в Миколаївській гімназії № 2 з вивченням деяких предметів англійською мовою (нині — Миколаївський ліцей № 2).
До початку російсько-української війни займався бізнесом, писав музику і тексти пісень. У Миколаєві організував студію звукозапису, в якій записувалися не лише українські, а й закордонні музиканти і в якій працював з 12 років.
Протягом 2014—2019 років брав участь у російсько-українській війні як фахівець із застосування зенітних самохідних установок ЗСУ-23-4 «Шилка», пройшов шість бойових ротацій і був звільнений за станом здоров'я у званні прапорщика. У цей період написав цикл «фронтових» віршів та пісень російською та українською мовами, серед яких  — «Крест Дебальцевский» та «Сверчок». 
Мав позивний «Лєнтяй», що за власними словами Бабіча закріпився за ним ще з молодості, мовляв, таким було його творче псевдо — «Доктор Лєнтяй». Очолював волонтерську ініціативу «Res_Publica. Брати по зброї», був активістом громадської організації «Справа громад». 
У 2018 році написав слова до пісні «Подай зброю», яку виконав гурт Kozak System. Спершу цей твір запропонували лідеру гурту «Тартак» Сашкові Положинському, але той відповів, що це геть не його стиль, і порадив звернутися до Kozak System. Пізніше цей же гурт у 2022 році виконав пісню «Мольфар», слова до якої Бабіч написав ще у 2014 році. 
Загалом для Kozak System Бабіч написав сім пісень, зокрема «Подай зброю», «Сила і зброя», «Досить сумних пісень», «Свобода наче любов», «Мольфар», «Ті, що тримають небо над Різдвом» та «Не покинь». Відеокліп на пісню «Не покинь» презентували вже після загибелі автора текстів пісень.
Загалом творчість Гліба Бабіча охоплює понад 500 написаних віршів та пісень, у 2021 році видав збірник віршів — «Вірші та пісні».
Загинув 28 липня 2022 року разом із трьома побратимами внаслідок підриву на протитанковій міні автомашини розвідувального комплексу «Локі» неподалік від Ізюма, що на Харківщині.

## Вшанування пам'яті
29 липня 2022 року Верховна Рада України вшанувала пам'ять полеглого військовика й поета Гліба Бабіча хвилиною мовчання. Того ж року видавництво «Білка» заснувало конкурс воєнної поезії пам'яті Гліба Бабіча.
18 січня 2024 року Київська міська рада перейменувала Канальну вулицю в Дарницькому районі на вулицю Гліба Бабіча. 26 липня того ж року у місті Миколаїв на честь Бабіча перейменовано вулицю 8 Березня.
29 серпня 2024 року, у День пам'яті захисників України, Укрзалізниця на найбільших залізничних вокзалах країни у Львові, Харкові, Києві та Дніпрі транслювала поезію Гліба Бабіча та інших полеглих захисників України.
3 листопада 2024 року на вулиці Гліба Бабіча в Миколаєві гурт Kozak System виконав пісню на його вірші.